# Maria Elżbieta Wettyn
Maria Elżbieta Wettyn (Maria Elżbieta Apolonia Kazimiera Franciszka Ksawera, ur. 2 lutego 1736, zm. 24 grudnia 1818) – polska królewna, córka Augusta III i Marii Józefy.

## Życiorys
Urodziła się w Wilanowie jako jedenaste spośród czternaściorga dzieci pary królewskiej. Odebrała edukację w zakresie filozofii, geografii, teologii, rysunku. Posługiwała się językami: polskim, francuskim i łaciną. Nigdy nie wyszła za mąż i nie miała dzieci.